# 刘文灿
刘文灿，直隶宝坻（今天津宝低）人，是一名清朝政治人物。贡生出身。
刘文灿曾于1713年接替张其二任嘉定县知县一职，1714年由陈学良接任。